# Chương trình trò chuyện
Chương trình trò chuyện, tức talk show (Mỹ) hay chat show (Anh), là một chương trình truyền hình hoặc phát thanh mà một nhóm người ngồi lại với nhau để thảo luận một số chủ đề mà người dẫn chương trình đưa ra. Thông thường, các chương trình trò chuyện có một ban (panel) khách mời hiểu biết rõ hoặc có nhiều kinh nghiệm liên quan đến vấn đề đang được thảo luận trong chương trình đó.
Ngoài ra còn có call-in show để nhận điện thoại trực tiếp của người tham gia từ nhà, trong xe hơi, v.v.
Chương trình trò chuyện xuất hiện từ những ngày đầu của truyền hình. Các chương trình trò chuyện ban  đêm có lẽ là những chương trình đầu tiên mà "cao niên" nhất là The Late Late Show của RTÉ. Các chương trình ban đêm được ưa chuộng hiện nay như The Tonight Show with Jay Leno và The Late Show with David Letterman được phát sóng đã nhiều năm, thường xuyên mời những vị khách là các nhân vật nổi tiếng. Nhân vật tiên phong về tin tức truyền hình là Edward R. Murrow đã dẫn một chương trình trò chuyện có tên gọi Small World vào cuối thập niên 1950 và kể từ đó các chương trình trò chuyện chính trị chi phối làn sóng ở Mỹ vào các buổi sáng Chủ Nhật.
Chương trình trò chuyện có nhiều "cấp", từ những chương trình do các nhân vật tiếng tăm dẫn và đoạt giải Emmy như The Oprah Winfrey Show hay The Ellen DeGeneres Show, cho đến những chương trình bị coi là "vớ vẩn" như The Jerry Springer Show.
Chương trình trò chuyện gần đây bắt đầu xuất hiện nhiều trên Internet.

## Danh sách một số chương trình trò chuyện

### Tiếng Anh
- The Arsenio Hall Show
- The Charlie Rose Show
- The Colbert Report
- Crossfire
- The Daily Show
- The David Letterman Show
- Dennis Miller Live
- The Dick Cavett Show
- Dr. Phil
- The Early Show
- The Ellen DeGeneres Show
- The Gene Burns Program
- Geraldo
- Gettin' Later
- Good Morning America
- The Graham Norton Effect
- The Howard Stern Show
- Insight with Javed Malik
- Kilroy
- Jenny Jones
- The Jerry Springer Show
- Jimmy Kimmel Live
- Larry King Live
- Last Call with Carson Daly
- The Late Late Show
- The Late Late Show with James Corden
- Late Night with Conan O'Brien
- Late Night with David Letterman
- The Late Show with David Letterman
- Live with Regis and Kelly
- The Martin Short Show
- Maury
- Meet the Press
- The Mike Malloy Show
- Montel
- MTV Live
- Night Stand with Dick Dietrick
- The Oprah Winfrey Show
- Parkinson
- Person to Person
- Real Time with Bill Maher
- Ricki Lake
- The Rosie O'Donnell Show
- Rove Live
- Rush Limbaugh
- Sally
- Sex, Toys and Chocolate
- Sidewalks Entertainment
- The Sound of Young America
- Space Ghost: Coast to Coast
- The Today Show
- The Tom Green Show
- The Tonight Show
- The Tonight Show Starring Johnny Carson
- The Tonight Show Starring Jimmy Fallon
- The Tony Danza Show
- Too Late with Adam Carolla
- Topic A with Tina Brown
- Tough Crowd with Colin Quinn
- Trisha
- The Tyra Banks Show
- Unscrewed with Martin Sargent
- The Vicki Gabereau Show
- The View
- The Wright Stuff

### Tiếng Đức
- Arabella
- Die Harald Schmidt Show
- Elton.tv
- Sarah Kuttner - Die Show
- TV total

### Tiếng Croatia
- Latinica
- Sanja

### Tiếng Phần Lan
- Arto Nyberg
- Ben Furman
- Krisse
- Mirja Pyykkö
- Ruben & Joonas
- Tuomas & Juuso

### Tiếng Ý
- Maurizio Costanzo

### Tiếng Na Uy
- Først & sist

### Tiếng Tây Ban Nha
- El Show de Cristina
- La Noche del 10

### Tiếng Thụy Điển
- Bettina S.
- Sen Kväll med Luuk

### Tiếng Thái
- Muang Thai Rai Sapda

### Tiếng Việt
- Talk Vietnam (VTV1)
- Người đương thời (VTV1)
- Hỏi xoáy đáp xoay (VTV3)
- Khách của VTV3 (VTV3)
- Người hạnh phúc hạnh phúc (VTV2, VTV3)
- Bí mật của tạo hóa (VTV3)
- Lời tự sự (VTV3)
- Đối thoại trẻ (VTV6)
- Mẹ chồng - nàng dâu (HTV7)
- Trò chuyện cuối tuần (HTV7)
- Vợ chồng son (HTV7)
- Yêu là cưới? (HTV7)
- Giá trị thật (HTV7)
- Góc luật sư (HTV9)